# Craspedolepta nupera
Craspedolepta nupera är en insektsart som först beskrevs av Van Duzee 1923.  Craspedolepta nupera ingår i släktet Craspedolepta och familjen rundbladloppor. Inga underarter finns listade i Catalogue of Life.